# Бжеско-Окоцим
Бжеско-Окоцим (пол. Brzesko Okocim) — пассажирская и грузовая железнодорожная станция в селе Окоцим в гмине Бжеско, в Малопольском воеводстве Польши. Имеет 2 платформы и 3 пути.
Нынешняя станция Бжеско-Окоцим была построена под названием «Слотвина» (польск. Słotwina) в 1856 году на линии Галицкой железной дороги имени Карла Людвига (Краков — Тарнув — Жешув — Пшемысль — Львов — Красное — Тернополь — Подволочиск), когда эта территория была в составе Королевства Галиции и Лодомерии. Теперь на польской участке является ведущая к польско-украинской границе линия Краков-Главный — Медыка.
Нынешнее название станция носит с 1951 года. Капитальный ремонт вокзала был проведен в 2010—2012 годах.